# Vörös és fekete (regény)
A Vörös és fekete (Le Rouge et le Noir) Marie-Henri Beyle, ismertebb álnevén Stendhal 19. századi francia író egyik legjelentősebb, 1830-ban kiadott regénye. A mű a realizmus korszakának első alkotásai közé tartozik.

## Műfaj
A mű egy karrierregény, mely a főszereplő társadalmi érvényesülését mutatja be, közben jelleme negatív irányba változik, így értékveszteség alakul ki. A lélektani regény középpontjában a főhős jelleme, lélekábrázolása áll.

## Romantikus vagy realista?
A mű egyrészt romantikus, mert vannak eszmék, eszményi szereplők, váratlan fordulatok és az érzelmekre épít. Stendhal saját állítása szerint is romantikus. Másrészt realista, mert az igazságot keresi, megtörtént eseményt dolgoz fel, részletes lélekábrázolást, belső monológokat és tárgyilagos megfogalmazást tartalmaz.

## Az alcím értelmezése
A mű alcíme: Krónika 1830-ból. Stendhal ezzel azt a hatást kelti az olvasóban, hogy a történési és az olvasási idő azonos, ezáltal hitelessé, valószerűvé teszi a történetet, aktualizálja azt. 1830-ba helyezésével vizsgálja a múlthoz, Napóleonhoz való viszonyt is, valamint a 16. századdal is szembesít: akkor még voltak hősök. Ez valójában Stendhal romantikával való leszámolását is jelenti.

## A mottók szerepe
„A regény tükör…”
A realizmus mottója a valóság tükre (a realizmus a valóság bemutatása)
Stendhal korában divatos volt a mottóhasználat. Egyrészt valóssá teszi a történetet, másrészt segít a megértésben, az írói szándék értelmezésében.

## Színszimbolika
A vörös visszatérő motívum (keretes szerkezetben tér vissza: a verrières-i templom színe – ahova betér a regény elején és a végén is, amikor rálő De Rênalnéra –, ami előre jelzi Julien sorsát. A halál, a vér, az erőszak színe. A katonai karrier színe. A fekete a halál színe. Elrejt ez a szín: álca, védelem. Julien ruhájának színe. A lelkiismeretét jelképező szín. A papi pálya színe. A vörös és a fekete együtt a rulett (szerencsejáték) színeit adják: a karrierért folytatott harc szerencsejáték. A kék pedig a harmadik lehetőség Julien számára, a középút színe. Kék a lovasőrség színe, valamint kék volt a ruhája a márkinál néhány estén. Ilyenkor kilép a szerepéből. Mathilde szemszíne.

## A regény helyszínei és szereplői
Verrières:
- Az 1. rész helyszíne: tipikus francia kisváros tipikus bemutatással (realista vonás)
- Hangulat: nyugodt, idilli
- De Rênal bemutatása: karrierje Napóleon bukása után kezdődik. Nem nemesi származású, újgazdag, hirtelen felkapaszkodott. Tekintélyes, gőgös, öntelt. Buta és korlátolt. Negatív figura. Csak a külvilágnak él. Vagyonához nem párosult intelligencia.
- Valenod: Hirtelen meggazdagodó. Szintén csak a külvilágnak élő, nem nemesi származású, csalással meggazdagodó figura.
- Julien Sorel: 19 éves, csinos fiatalember. Ellentétes figura. Kilóg a családjából mind fizikailag, mind értelmileg. Karrierista (Napóleon) ↔ érzékeny (Rousseau); jól leplezi az érzelmeit (Tartuffe). Introvertált, befelé forduló jellem. Saját maga elmondása szerint is képmutató. Elutasítja a szolid érvényesülést (sem Elis, sem Fouque ajánlatát nem fogadja el). A szerelem itt még csak negatív érzés számára, csak feladat, eszköz.
- De Rênalné: 30 év körüli. Julien számára egyfajta „anyapótló”. Ősi nemesi család sarja, zárdában nevelkedett. Elüt a környezetétől. Érdekházasságot kötött, amelyből hiányzik a szerelem, az érzelem. Életében először lesz szerelmes. Boldog lesz, de egyben óvatlan. Kedves, intelligens. Mélyen vallásos. Ő okozza Julien bukását a regény végén.

Besançon:
- nagyobb város → nehezebb feladatok: ismeretlen világ.
- új környezet: papnevelde. Julien versenyhelyzetbe kerül.
- A képmutatás világa, a valódi tudás nem számít.
- Feladat: a papság megtévesztése
- Segítője: Pirard abbé: a legnehezebb feladatot vállalja vele. Szigorú janzenista.

Párizs:
- legnagyobb város, a legnagyobb kihívásokkal
- új világ: az arisztokrácia világa
- Utazás Londonba: nemzetközi politika megismerése: mindenhol a "kéz kezet mos" elv érvényesül.
- Nem hibázhat, mert akkor vége a karrierjének.
- Hátrányát is előnyére fordítja: ld. lovasbaleset; befelé fordulása folytán indul meg a pletyka nemesi származásáról.
- Mathilde de La Mole: romantikus beállítottságú. Elüt a környezetétől: Voltaire-t, Montesquieu-t olvas (felvilágosodás). Extrovertált személyiség. Gőgös, lázadó hajlam. Tele van nemesi öntudattal: szerepet játszik. Julienben is szerepet lát.
- a fejezet végére úgy tűnik, mintha Julien célba érne (nemesi cím, birtok), de egy váratlan fordulat véget vet ennek.

## A regény vége
De Rênalné levele minden addigit megváltoztat. Egy féltékeny nő bosszúja. Azt hiszi a lelkiismeretére hallgat, valójában a féltékenységre. Julien vágyai, álmai szertefoszlanak, csalódottságában leszámol a múlttal, és meg akarja ölni egykori szerelmét. A börtöncellában Julien tisztázza magában kapcsolatait. Mathilde már terhére van, idegesíti; ismerősei között összesen két embert talál, aki őt magát szerette: Fouquét és de Rênalnét - az elmúlás és a halálközelség tudatosítja benne a valódi értékeket: az igazi szerelmet, a visszahozhatatlan vergy-i, verrières-i napokat. Rájön, hogy de Rênalné mindennél fontosabb számára; Mathilde-nak pedig csak saját álmai és szeszélyei megvalósulását jelentette. A halál árnyékában becsületesebb lett, mint bármikor életében; mert nem zavarja többé a nagyravágyás. Már nyugodtan gondolkodhat: nem kell állandó készenlétben döntenie, cselekednie. Valójában „a börtönben lett szabad”.

## Magyarul
- Vörös és fekete; fordította és a bevezetőt írta: Salgó Ernő; Révai, Budapest, 1905
- Vörös és fekete. Krónika 1830-ból. Regény; ford. Illés Endre, bev. Barabás Tibor; Révai, Budapest, 1950
- Vörös és fekete. Krónika 1830-ból; ford. Illés Endre, jegyz. Lakits Pál, Illés Endre; Magyar Helikon–Európa, Budapest, 1967 (Stendhal művei)
- Vörös és fekete; ford. Tótfalusi Ágnes; XXI. Század, Budapest, 2025

## Filmfeldolgozások
- Vörös és fekete (Le rouge et le noir, 1954) rendező: Claude Autant-Lara, szereplők: Gérard Philipe, Danielle Darrieux
- Vörös és fekete (Scarlet & Black, 1993) rendező: Ben Bolt, szereplők: Ewan McGregor, Alice Krige
- Vörös és fekete (Le rouge et le noir, 1997) rendező: Jean-Daniel Verhaeghe, szereplők: Kim Rossi Stuart, Carole Bouquet